# ヘット

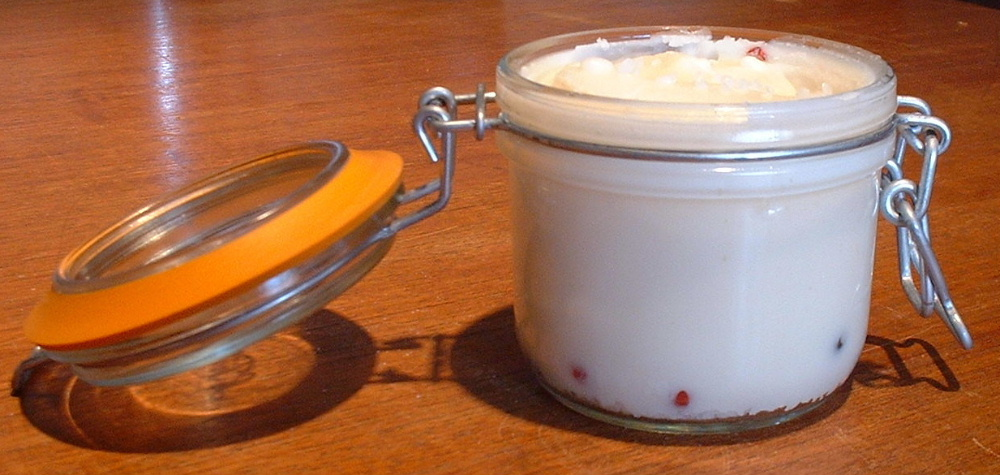
ヘット

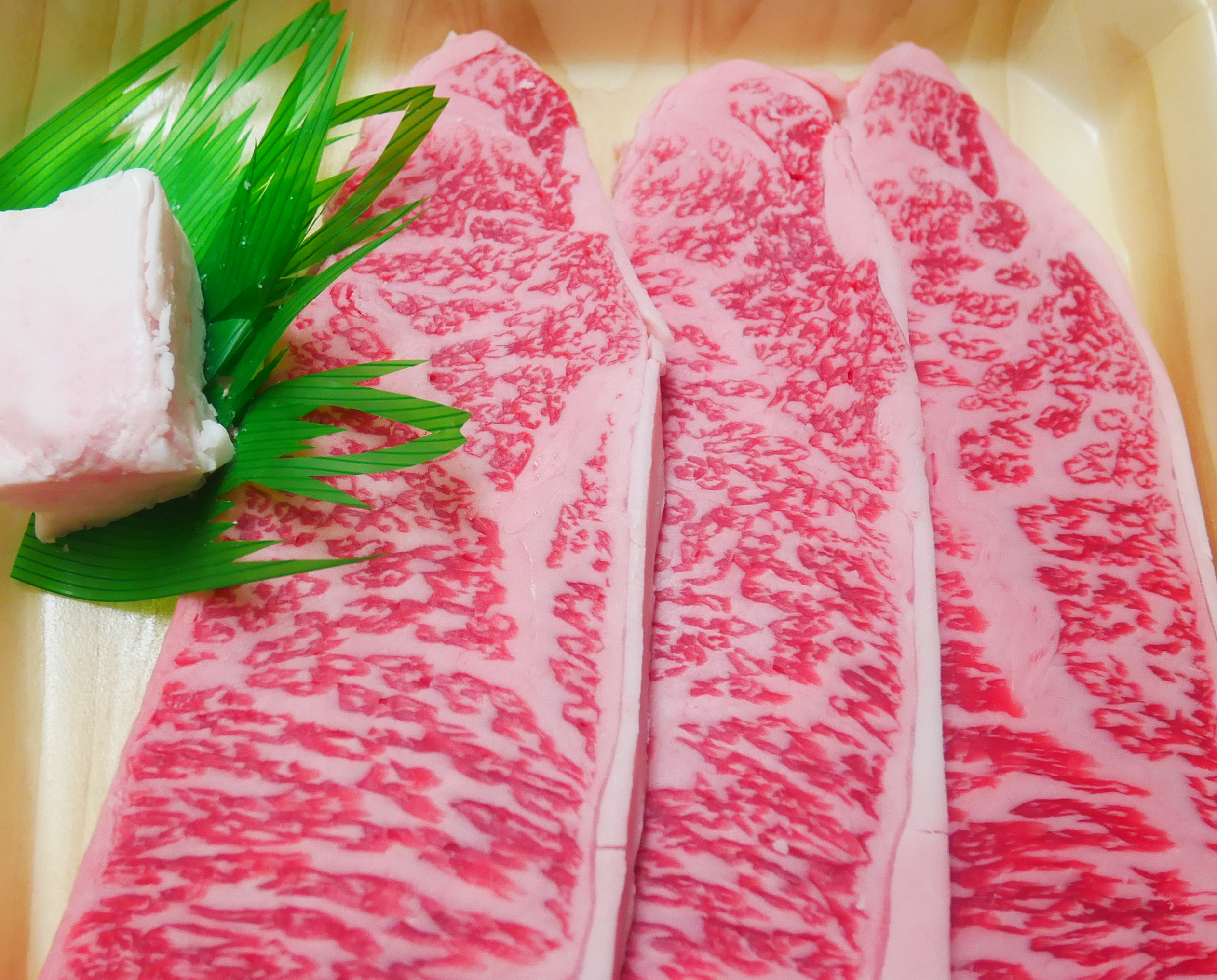
牛脂（左）としまね和牛ステーキ

ヘット（フェット、蘭: vet、独: Fett、英: tallow、タロー）は、広義には、牛の脂を精製した食用油脂のこと。牛脂（）とも呼ばれるが、牛脂は食品学では油脂を抽出する部位によりヘットとプルミェジュに分けられることがあり、ヘットは狭義には牛の脂肪組織などから抽出した脂肪のみをいう。なお、一般的には（精製の有無を問わず）牛の脂身そのものを指して牛脂と呼ぶ用法もある。

## 性質
ラード（豚脂）や羊脂などと同じく動物性油脂の一種である。常温では固体。
牛の脂を精製した油脂であるが、狭義には牛の脂肪組織、筋肉、骨の部位から低温で抽出した脂肪をヘットという。これに対して牛の内臓から抽出した脂肪はプルミェジュとして区別される。日本で精製された牛脂は内臓脂肪を含むものが多く、カレー製品を作る際に多く用いられるが、高級な牛脂として和牛の「ノリ脂」と呼ぶサーロインなどに付いている外側の脂を精製したものとに分けられる。なお、語源となったとされるドイツ語の Fett およびオランダ語の vet は獣脂一般を指すが、日本では牛脂に限られている。
融点は摂氏35 - 50度、ヨウ素価は42 - 48である。オレイン酸、パルミチン酸、ステアリン酸などに富み、ラードに比べて不飽和脂肪酸が多い。ヘット100g中の主な脂肪酸の種類は以下の通りである。
| 項目                     | 分量 (g) |
| ------------------------ | -------- |
| 脂肪                     | 100      |
| 飽和脂肪酸               | 049.8    |
| 12:0（ラウリン酸）       | 000.9    |
| 14:0（ミリスチン酸）     | 003.7    |
| 16:0（パルミチン酸）     | 024.9    |
| 18:0（ステアリン酸）     | 018.9    |
| 一価不飽和脂肪酸         | 041.8    |
| 16:1（パルミトレイン酸） | 004.2    |
| 18:1（オレイン酸）       | 036      |
| 20:1                     | 000.3    |
| 多価不飽和脂肪酸         | 004      |
| 18:2（リノール酸）       | 003.1    |
| 18:3（α-リノレン酸）     | 000.6    |

## 用途
ステーキやカツレツを調理するときに使うと、独特の旨みと風味が生まれる。すき焼きなどにも使われる。日本国内では、すき焼き用やステーキ用の肉を買い求める客に対し、牛の脂身（この場合は「ヘット」と言わず、専門用語で「ケンネ」または「スエット」と呼ばれる部位）をカットしたものが無料で提供されていることも多い。
摂氏50度以下で圧搾したものはオレオ油といい、オレイン酸が特に多く、上級の食用油である。